# Bongao
Bongao è una municipalità di terza classe delle Filippine, capoluogo della Provincia di Tawi-Tawi, nella Regione Autonoma nel Mindanao Musulmano.

## Storia
Prove di presenza umana a Bongao sono state provate, grazie al carbonio, da 8.810 a 5.190 anni fa. Questa è una delle prime prove evidenti della presenza umana nel sud-est asiatico. Le ossa, i vasi, le conchiglie e altri manufatti e fossili sono stati trovati nel sito archeologico della grotta di Bolobok Rock Shelter, che è stata dichiarata importante tesoro culturale dal governo nel 2017.

## Geografia
Il territorio del comune comprende l'Isola Bongao, l'isola Sanga-Sanga, l'isola Pababag e l'estremità occidentale dell'isola Tawi-Tawi.

### Barangays
Bongao è politicamente suddiviso in 35 barangay:
- Ipil -
- Kamagong -
- Karungdong-
- Lakit Lakit -
- Lamion-
- Lapid Lapid -
- Lato Lato-
- Luuk Pandan -
- Luuk Tulay -
- Malassa-
- Mandulan-
- Masantong -
- Montay Montay -
- Pababag -
- Pagasinan -
- Pahut-
- Pakias-
- Paniongan-
- Pasiagan -
- Bongao Poblacion-
- Sanga-Sanga-
- Silubog -
- Simandagit-
- Sumangat -
- Tarawakan -
- Tongsinah-
- Tubig Basag-
- Ungus-ungus -
- Lagasan-
- Nalil-
- Pagatpat -
- Pag-asa -
- Tubig Tanah-
- Tubig-Boh-
- Tubig-Mampallam[4]